# Priorato Conventual de San Benito
El Priorato Conventual de San Benito o el Priorato Conventual de Digos  se localiza como su nombre lo indica en Digos, Dávao del Sur, Filipinas, se trata de un monasterio Benedictino de la Congregación de Benedictinos Misioneros de San Ottilien. Establecida en 1983 a solicitud del Obispo Generoso Camiña de la diócesis de Digos, el monasterio es actualmente el hogar de 21 monjes. El prior Conventual  Edgar Friedmann es el director de la comunidad.
En 1981 el Obispo Generoso Camiña de la diócesis de Digos preguntó al Archiabad Notker Wolf si podía establecer una monasterio de Benedictinos Misioneros en la isla de Mindanao. El Archiabad visitó Digos en el otoño de ese año, y a continuación, presentó un informe al Consejo de la Congregación. El Consejo decidió que una fundación podía ser hecha, para estar bajo la autoridad del propio Consejo en lugar de un monasterio en particular de la Congregación.
A pesar de estas cuestiones, la fundación prevista procedió. En el otoño de 1982, Odo Haas, abad emérito de San Mauro y San Plácido, Waegwan, y otros dos monjes benedictinos misioneros llegaron a Digos.